# Hans Gustav Güterbock

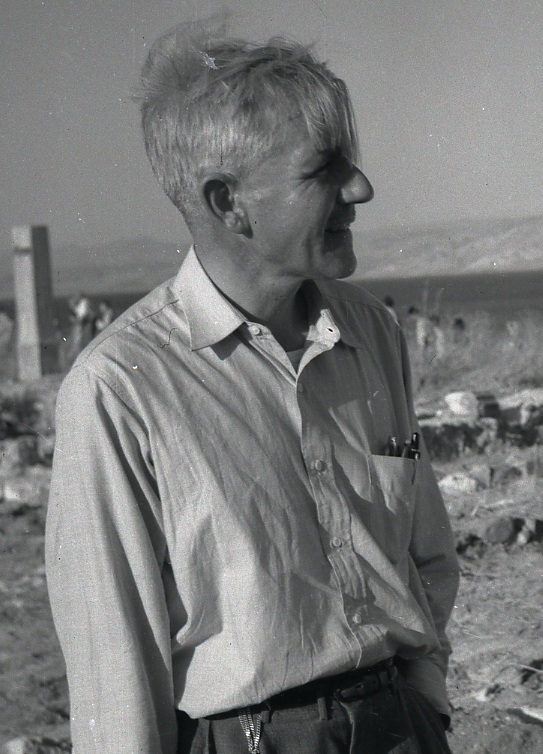
Hans Gustav Güterbock, 1952

Hans Gustav Güterbock (geboren 27. Mai 1908 in Berlin; gestorben 29. März 2000 in Chicago) war ein deutschamerikanischer Hethitologe.

## Leben und Wirken
Güterbock wuchs in einer begüterten Familie in Berlin auf. Da sein Vater, der Privatgelehrte Bruno Güterbock (1858–1940), eine der treibenden Persönlichkeiten der Deutschen Orient-Gesellschaft war, kam er bereits als Jugendlicher mit den verschiedenen Disziplinen der altorientalischen Forschung in Berührung. Nach dem Abitur bekam er von Hans Ehelolf, dem Kustos der Vorderasiatischen Abteilung der Berliner Museen, Privatunterricht in Hethitisch. In Berlin studierte er Sanskrit und Arabisch, anschließend in Leipzig bei Johannes Friedrich und Benno Landsberger Hethitologie und Assyriologie. Als 1931 in einer Kooperation der Deutschen Orientgesellschaft und des Deutschen Archäologischen Instituts die Ausgrabungen in Ḫattuša, der Hauptstadt des hethitischen Großreichs, aufgenommen wurden, holte der Grabungsleiter Kurt Bittel Güterbock als Grabungsphilologen ins Team. 1933 promovierte er zum Thema Die historische Tradition und ihre literarische Gestaltung bei den Babyloniern und Hethitern bis 1200.
Auf Grund der jüdischen Abstammung seines Vaters konnte er in den Berliner Museen bei Ehelolf keine Anstellung erhalten. 1935 wurde er an die neu gegründete Universität Ankara in der Türkei als Professor für Hethitologie berufen, gemeinsam mit seinem akademischen Lehrer Landsberger, der eine Professur für Assyriologie übernahm. Gleichzeitig arbeitete er weiter bei der Boğazköy-Grabung (Hattuša). Die Ergebnisse seiner dortigen Forschungen veröffentlichte er in dem Standardwerk Siegel aus Boghazköi. In dieser Zeit arbeitete Güterbock am Aufbau des Museums für anatolische Zivilisationen in Ankara mit.
Nach dem Zweiten Weltkrieg ging Güterbock zunächst an die Universität Uppsala, wurde dann nach einem Jahr an das Oriental Institute of Chicago berufen, wo er bis zu seinem Tod blieb. Dort arbeitete er unter anderem am Chicago Hittite Dictionary, einem umfangreichen hethitischen Wörterbuch.
Vor dem Deutschen Generalkonsulat in Istanbul hatte Güterbock am 2. September 1940 Franziska Hellmann (1919–2014), Tochter von Karl Hellmann und Rosy, geb. Herzfelder, geheiratet, mit der er die Söhne Walter Michael und Thomas Martin Güterbock hatte. 1956 erhielten sie die US-amerikanische Staatsbürgerschaft. Er erhielt Ehrendoktorwürden der Freien Universität Berlin sowie der Universitäten Uppsala und Ankara. Seit 1971 war er korrespondierendes Mitglied der Bayerischen Akademie der Wissenschaften. Er war Mitglied der British Academy, der American Academy of Arts and Sciences (1975), der American Philosophical Society (1977) und im Jahr 1962 Präsident der American Oriental Society.

## Werke (Auswahl)
- mit Rainer Michael Boehmer: Glyptik aus dem Stadtgebiet von Boğazköy. Grabungskampagne 1931–1939, 1952–1978 (= Die Glyptik von Boğazköy 2 = Boğazköy-Ḫattuša 14). Gebr. Mann, Berlin 1987, ISBN 3-7861-1494-3.
- als Herausgeber gemeinsam mit Harry A. Hoffner: The Hittite Dictionary of the Oriental Institute of The University of Chicago. = Chicago Hittite Dictionary. Oriental Institute of the University of Chicago, Chicago IL 1983–2000(–lfd.), ISBN 0-918986-26-5.
- The Deeds of Suppiluliuma as told by his son, Mursili II. In: Journal of Cuneiform Studies. Band 10, Nr. 4, 1956, ISSN 0022-0256, S. 107–130.